# Шемья
Шемья (англ. Shemya; алеут. Samiyax̂, Самияҳ) — остров в составе Алеутских островов (субархипелаг Семичи), Аляска, США. По данным переписи 2000 года на острове проживали 27 человек.

## География
Входит в группу островов Семичи, которая в свою очередь входит в группу Ближних островов. Площадь составляет 15,289 км²; остров расположен примерно в 1900 км от столицы штата, Анкориджа. Шемья составляет около 4,49 км в длину и 6,95 км в ширину.

## История
По мнению О. Фроста, А. К. Станюковича, авторов-составителей книги «Последняя экспедиция», В. М. Пасецкого, и академика Л. С. Берга именно Семич (Шемья) мог быть тем самым островом, что российский мореплаватель Витус Беринг увидел на своём последнем пути к Командорам 29 октября 1741 года, и нарёк в его честь православного  святого с соответствующим днём памяти. Современные исследователи считают, что Беринг нарёк именем Св. Авраамия увиденный им по пути к Командорам остров Атту, а все три острова подгруппы Семичи были им увидены несколькими днями ранее, вместе с островом Агатту, названным именем Св. Стефана. В 1762 году у берегов острова потерпело крушение русское судно, исследовавшее Алеутские острова, большая часть экипажа выжила.
Остров описан под названием Самия в составе Ближних Алеутских островов у Г.И. Шелихова в его «Путешествии г. Шелехова с 1783 по 1790 год из Охотска по Восточному Океану к Американским берегам...»:

Сии острова лежат почти в 300 верстах от Медного острова и простираются от Востока к Югу. Аттак есть ближайший. Он кажется обширнее Берингова острова, и лежит от Запада к Юговостоку; в 20 верстах от оного к Востоку находится Самия, не подалеку же от Восточного краю лежит еще другой небольшой остров. В Южной стороне от морского прилива, отделяющего оба сии острова, находится Анатта почти в том же самом положении, и в длину имеет не более 25 верст. Все сии острова лежат между 54 и 55 градусом Северной широты. Жители сих островов по большой части питаются сушеною рыбою и другими морскими зверями.

В 1943 году на острове Шемья были построены радар ВВС Армии США, метеостанция, заправочная станция для самолётов и взлётно-посадочная полоса длиной 3 км. В 1960-е годы на вышеперечисленных объектах находились до 1500 работников. Из-за удобного стратегического положения Шемья был важным форпостом США во времена Холодной войны. Станция ВВС была закрыта в 1994 году, однако продолжают действовать военный аэропорт и станция наблюдения за ракетным полигоном Кура.

## Галерея
- Спутниковый снимок острова Шемья
- Побережье острова